# Phomatospora berkeleyi
Phomatospora berkeleyi är en svampart som beskrevs av Sacc. 1939. Enligt Catalogue of Life ingår Phomatospora berkeleyi i släktet Phomatospora, ordningen kolkärnsvampar, klassen Sordariomycetes, divisionen sporsäcksvampar och riket svampar, men enligt Dyntaxa är tillhörigheten istället släktet Phomatospora, klassen Sordariomycetes, divisionen sporsäcksvampar och riket svampar. Arten är reproducerande i Sverige. Inga underarter finns listade i Catalogue of Life.